# Jardín de vida silvestre

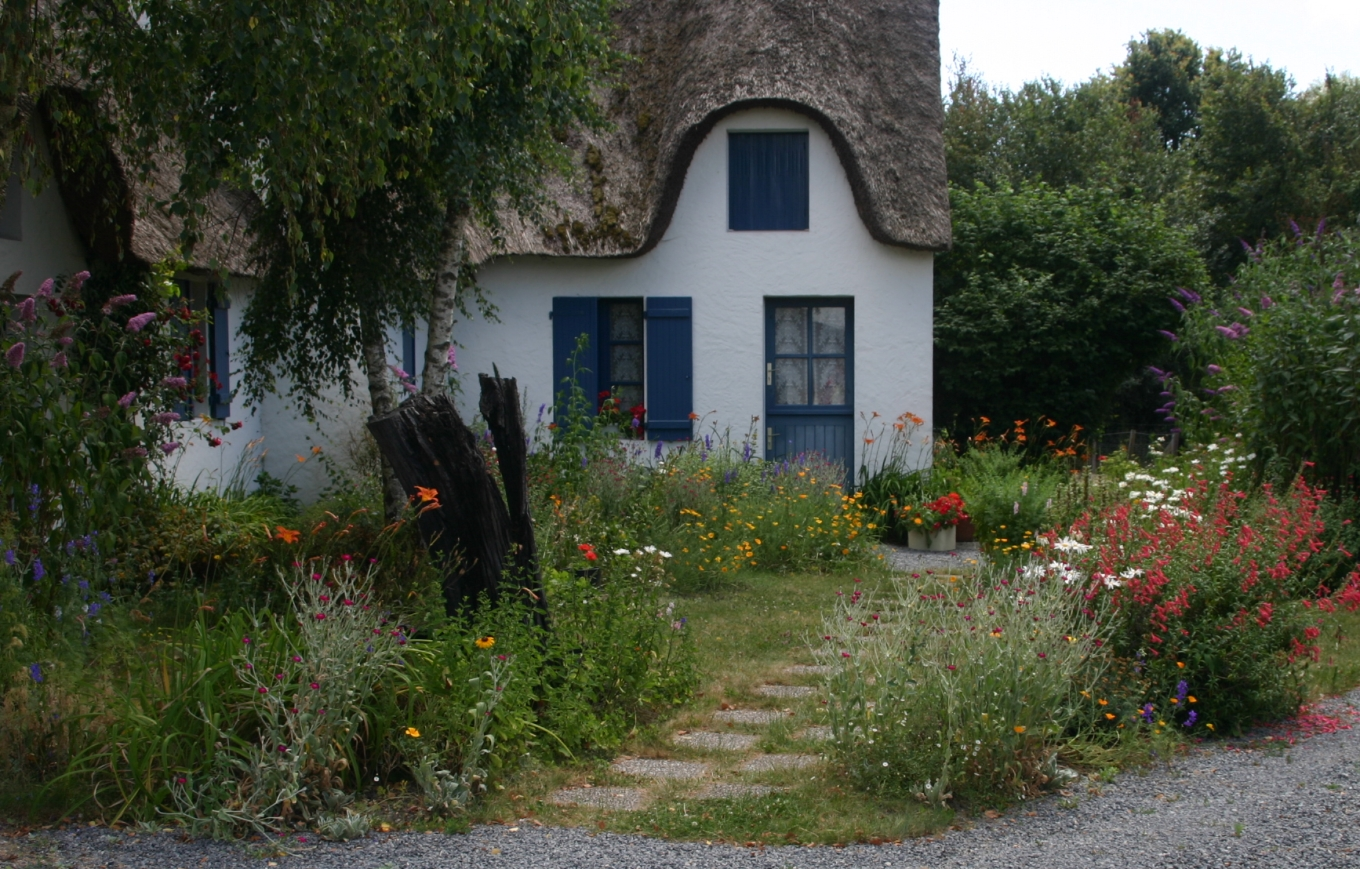
Jardín salvaje, isla de Fédrun/Saint-Joachim.

Un jardín salvaje o jardín de vida silvestre (wild garden o wildlife garden en inglés, Naturgarten o naturnaher Garten en alemán, wilde tuin, natuurtuin o heemtuin en neerlandés) es un jardín en el que la conservación de la naturaleza desempeña un papel importante. Se reproduce, a su escala, el medio ambiente natural local (biotopo), para proporcionar un refugio a la fauna silvestre, tanto plantas como animales. Su principal característica es una fuerte presencia de las plantas indígenas o autóctonas, que se utilizan para favorecer la vida silvestre. Un jardín salvaje tiene una vocación natural de refugio, ya sea creado desde cero o que simplemente se ha dejado que las plantas se establezcan por sí mismas. Como cualquier jardín, es objeto de una gestión, porque, por una parte, debe seguir siendo atractivo para el jardinero y su familia (los aspectos recreativos y estéticos) y, en segundo lugar, las plantas mejor adaptadas al clima pueden invadir todo el jardín si su expansión es un poco controlada.
Un jardín de vida silvestre (o jardín silvestre) es un entorno atractivo para varias formas de vida silvestre, como aves, anfibios, reptiles, insectos, mamíferos y otros. Este tipo de jardín contiene habitualmente una variedad de hábitats que han sido creados deliberadamente por el jardinero o permitidos por él, reduciendo el mantenimiento e intervención del mismo.
Los jardines salvajes se denominan a veces «jardines naturales». Sin embargo, este término es impreciso y se puede utilizar también como sinónimo de «jardín ecológico» o biológico (o simplemente designar a un jardín de aspecto «libre»). Estos términos se solapan y están vinculados a la misma filosofía de jardinería, más respetuosa del medio ambiente en un sentido amplio. El término «jardín salvaje» subraya, sin embargo, el énfasis en las especies de plantas indígenas y en la creación de ambientes naturales, para ayudar a proteger la biodiversidad de la región. «Jardín en el cual es posible integrar la naturaleza» es un buen sinónimo.

## Filosofía
El concepto de «jardín salvaje» se remonta al siglo XIX y se atribuye al jardinero irlandés William Robinson (1838-1935). Este rompió con el conformismo de los jardines de la época, y promovió una forma de jardinería que dio un lugar en el jardín a las flores rústicas y permitía que se naturalizaran en lugar de controlarlas de forma estricta. El jardín adquiría así un carácter más natural, más romántico. La preocupación por la conservación de la naturaleza aún no estaba en auge, las especies presentes en este tipo de jardín eran tanto indígenas como exóticas. Hoy en día se describirían estos jardines como «jardines naturales» o de aspecto «natural».
El tamaño del refugio natural que se inserta en el concepto de W. Robinson proviene de la observación de que el espacio para la vida silvestre está disminuyendo cada vez más. Bajo la presión de las actividades humanas, los hábitats naturales se destruyen o modifican. En las mentes de muchas personas la naturaleza tiene su lugar - y la encuentra - fuera de las áreas urbanizadas. Pero en algunas partes del mundo con alta densidad de población, a menudo este no es el caso. Las zonas rurales, los bosques y las zonas costeras han sido modificadas de tal modo para satisfacción de las necesidades humanas que el término «naturales» o «seminaturales» ya no puede ser aplicado a ellas. Con demasiada frecuencia, el bosque es considerado sólo en términos económicos y está compuesto de un número limitado de especies exóticas en el peor de los casos (por ejemplo, la picea en Bélgica o el eucalipto en la región del Mediterráneo); la agricultura intensiva ha transformado el paisaje en gigantescos monocultivos rociados con plaguicidas y fertilizantes; humedales, páramos, dunas, brezales, las orillas de los ríos, parcelas de la indomable naturaleza son destruidas, fragmentadas o modificadas para promover actividades "rentables" (hábitat «extensivo», turismo, agricultura, navegación interior, extracción de agua para las ciudades y campos, etc.). La necesidad de crear reservas naturales estrictamente protegidas lo demuestra.
Sin embargo, la superficie de estas reservas es demasiado pequeña para compensar la pérdida de espacio para la vida silvestre. Además, están distantes unas de otras, reduciendo las posibilidades de dispersión de las poblaciones vegetales y animales y, por tanto, las posibilidades de mezcla genética. Sin ella, las especies, en particular los animales, pueden degenerar. De ahí la idea de dejar un lugar a la naturaleza en las zonas verdes estrictamente relacionadas con el uso humano, pero que no estén sujetas a los imperativos de la productividad, es decir, los parques y los jardines públicos y privados, que pueden representan una importante área de las áreas urbanizadas. Esta filosofía puede aplicarse también a los márgenes de carreteras, bordes de caminos y pequeños elementos de los espacios verdes urbanos, tales como rotondas. Por lo tanto, se constituyen así mini-reservas y corredores para el movimiento y la dispersión de las especies, que complementan la red formada por las pendientes de las vías férreas y los terrenos baldíos.

## Medio

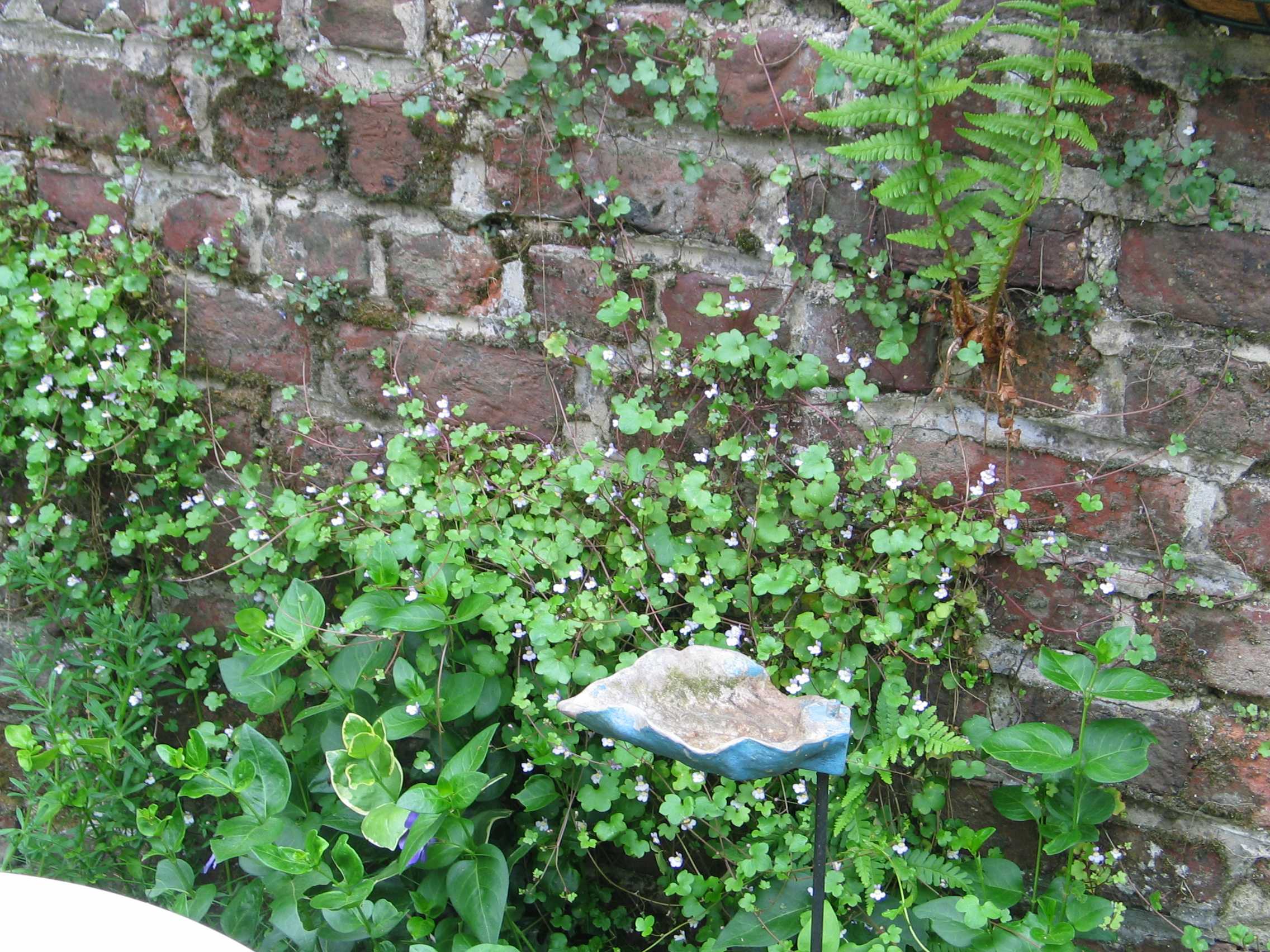
Una pared de ladrillo colonizada por la vegetación.

Para ofrecer un espacio diversificado a la vida silvestre, un jardín salvaje puede tener diferentes tipos de medios, acogiendo cada uno de ellos una flora específica:
Una zona «cerrada» tiene las características de un medio boscoso, forestal, con diversos niveles de vegetación (estrato herbáceo, arbustivo, plantas trepadoras, árboles de gran porte). Dependiendo del tamaño del jardín, se preferirán las especies de mayor o menor porte.
Una zona «abierta» es un espacio de hierbas, potencialmente muy florido. Las posibilidades son numerosas: la vegetación se puede segar en diferentes épocas del año, más o menos frecuentemente, para favorecer a tal o cual especie vegetal, también puede ser segada durante la mayor parte del tiempo, para favorecer a las plantas de menor talla y ofrecer un lugar de caza para algunas aves. Esta zona también se puede dejar totalmente en baldío, medio que proporciona refugio a los insectos de las zonas con hierbas, o bien adoptar la forma de un parterre de flores. Por último, una parte del jardín, puede ser dedicada a promover las especies anuales como las flores del campo.
Un área «semi-abierta» es una zona intermedia entre las áreas abiertas y cerradas. Se encuentra a menudo en los jardines en forma de un seto, plantado por su función de delimitación, pero también se corresponde con el borde del bosque. Un seto libre (no podado) tiene la ventaja de producir flores y frutos, y, por tanto, ser más atractivo para los insectos, aves y mamíferos. Las especies espinosas ofrecen a las pequeñas especies animales un buen refugio contra los depredadores (gatos y otros).
Una zona húmeda puede estar formada por un cuerpo de agua más o menos extenso, una fuente, un estanque, una laguna; debemos asegurarnos de que su desarrollo no sería motivo de ahogamiento de los animales -o del hombre- que se acerquen (pendiente suave en las orillas). Esta área es el hogar de una fauna propia, pero también permite que las especies terrestres beban, se bañen las aves y a algunas de ellas les permite conseguir el barro para construir sus nidos.
Una zona «seca» adopta la forma de una pendiente, un camino de grava, una rocalla, una zona de arena, una pared de piedra seca (no de ladrillo) o un techo verde. Puede ser simplemente una pared de ladrillos o piedras sin unión.

## Elección de las plantas

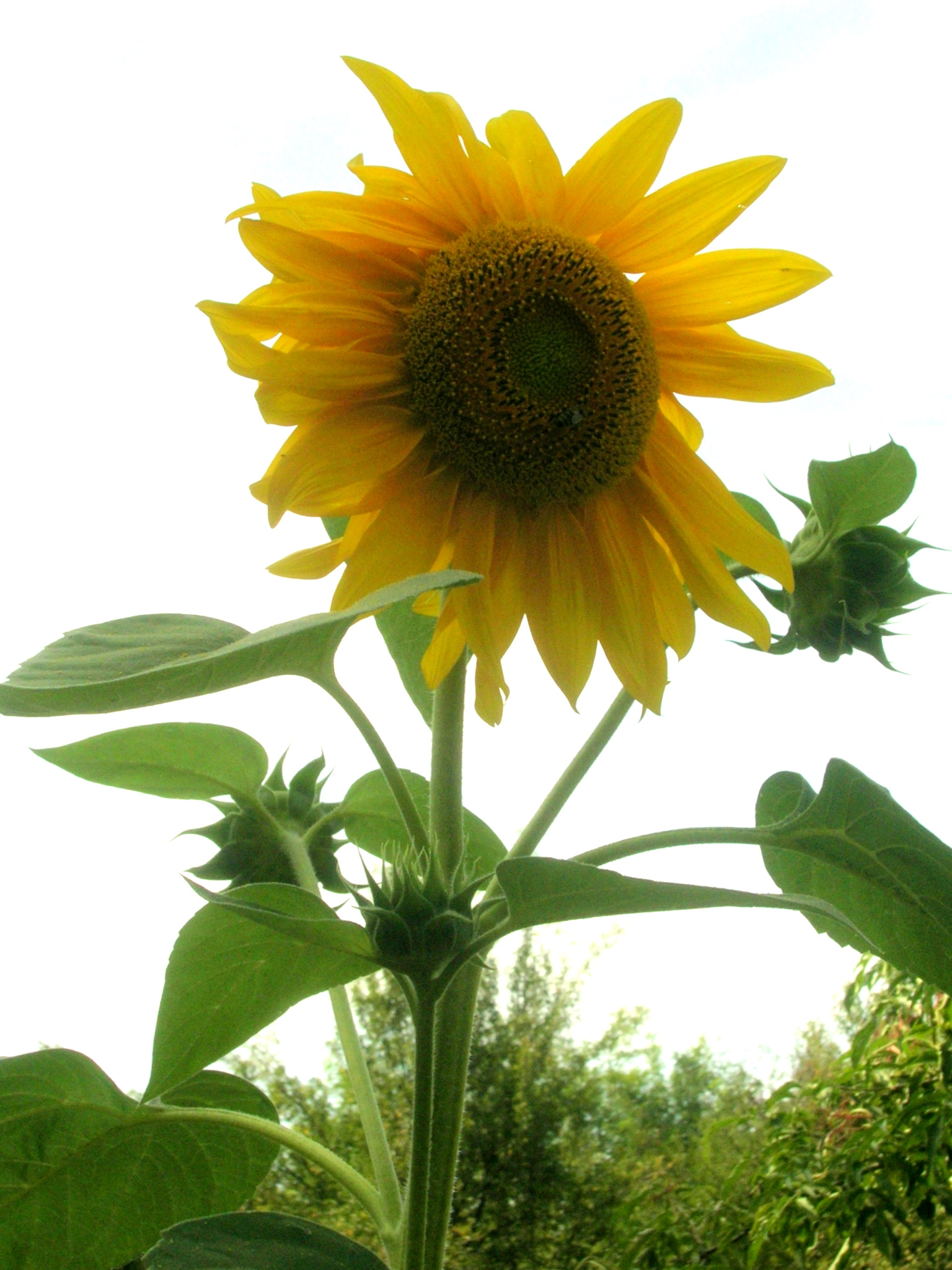
El girasol es una planta adecuada para un jardín silvestre.

Ya que un jardín salvaje reproduce el entorno natural de la región circundante, estará formado pues, en su mayoría, por plantas autóctonas. Estas siempre acogen a un mayor número de especies animales que las «exóticas». De hecho, están estrechamente relacionadas con los insectos y otros animales de la región con los que han evolucionado durante milenios. Por lo tanto, las inflorescencias de una región determinada se adaptan perfectamente a los polinizadores: (insectos, aves, mamíferos) de la misma región, que son atraídos por su néctar y su polen; al igual que sus frutos, de los que los consumidores diseminarán las semillas.
Las plantas nativas formarán la base de las pirámides o cadenas alimentarias. La dependencia más fuerte con respecto a las plantas nativas se encuentra en los insectos, sobre todo de sus larvas, estas últimas dependen estrictamente para su alimentación de la presencia de determinadas plantas, e incluso a veces de una sola especie. Así, si los insectos son numerosos, el jardín atraerá en mayor medida a las aves, y así sucesivamente. En resumen, una gran variedad de plantas nativas alienta una amplia variedad de especies animales que se alimentan unas del otras; de esta manera, ninguna especie debe ser muy abundante, de manera que atente contra la supervivencia de la vegetación. Este equilibrio entre las plagas y los depredadores es buscado por los proponentes de la agricultura y jardinería orgánicas.
Sin embargo, un jardín salvaje bien puede tener un número de especies no autóctonas. Algunas de ellos son grandes productores de néctar, semillas o frutos; o bien florecen muy temprano o muy tarde en la temporada y, por tanto, proporcionar un período más largo de alimentación a los animales. No deberían representar la mayoría de las plantas de un jardín salvaje, sino más bien ser considerado un «plus». Ejemplo: el girasol es indígena en América del Norte, pero es interesante en cualquier jardín salvaje debido a su gran producción de semillas y debido a que es una planta melífera.
Asimismo, cabe señalar los problemas que pueden acarrear los cultivares (es decir, las variedades cultivadas; las creaciones hortícolas). Cuando un cultivar resulta de la "mejora" de una especie existente, para conseguir flores dobles, que a menudo no producen más néctar o semillas, o las producen en menor cantidad, pierden la totalidad o parte de su interés en la vida silvestre. Cuando el follaje de un color determinado se ve favorecido por la selección, los insectos que viven en esta planta y se alimentan de ella se ven amenazadas de alguna manera, el efecto del mimetismo cromático que los protege en la planta en su forma original se reduce a cero y son mucho más visibles para los depredadores, con lo que puede cambiar el equilibrio ecológico. Cuando un cultivo es un híbrido entre dos o más especies, se trata de una especie «nueva» que podría servir para la alimentación de algunos insectos, pero sin duda no para tantos como una especie existente en la naturaleza (véase las especies exóticas).
Con respecto a la instalación de las plantas, coexisten dos filosofías. Algunos se muestran a favor de dejar que la naturaleza actúe y esperar hasta que las plantas se hayan instalado en el medio preparado para ello. Este método permite maximizar las semillas que ya se encuentran en el suelo del jardín. Tiene la ventaja de que las plantas que crecen están perfectamente adaptadas a las condiciones del campo. Otros jardineros son más "intervencionistas" y plantan algunos vegetales, al tiempo que preservan la flora espontánea. La ventaja es que permite la instalación de plantas que ya no están presentes en el medio ambiente y para las que la probabilidad de que crezcan naturalmente en el jardín es muy pequeña, o incluso nula.
Para obtener plantas y semillas de especies silvestres, existen varias soluciones. Pueden obtenerse en un vivero que esté especializado en la fauna silvestre nativa de la zona o solicitarlas a otros "jardineros silvestres", que suelen tener semillas o plantas en exceso. También es posible recoger las semillas y las plantas en terrenos baldíos o caminos. Advertencia: para algunas especies protegidas la retirada de cualquier parte de la planta está prohibida. Por último, si un campo está siendo construido por completo, pueden recogerse las plantas enteras y con cepellón, ayudándose con una pala. Éste es el único caso en que se permite el "saqueo" de un campo, ya que el medio está condenado a la destrucción. En otros casos, debe limitarse a cosechar las semillas y esquejes de una planta donde es muy abundante, con el fin de no poner en peligro la población, lo que iría en contra de la voluntad de la naturaleza que es la base para el jardín salvaje.

## Animales, el alojamiento y la alimentación

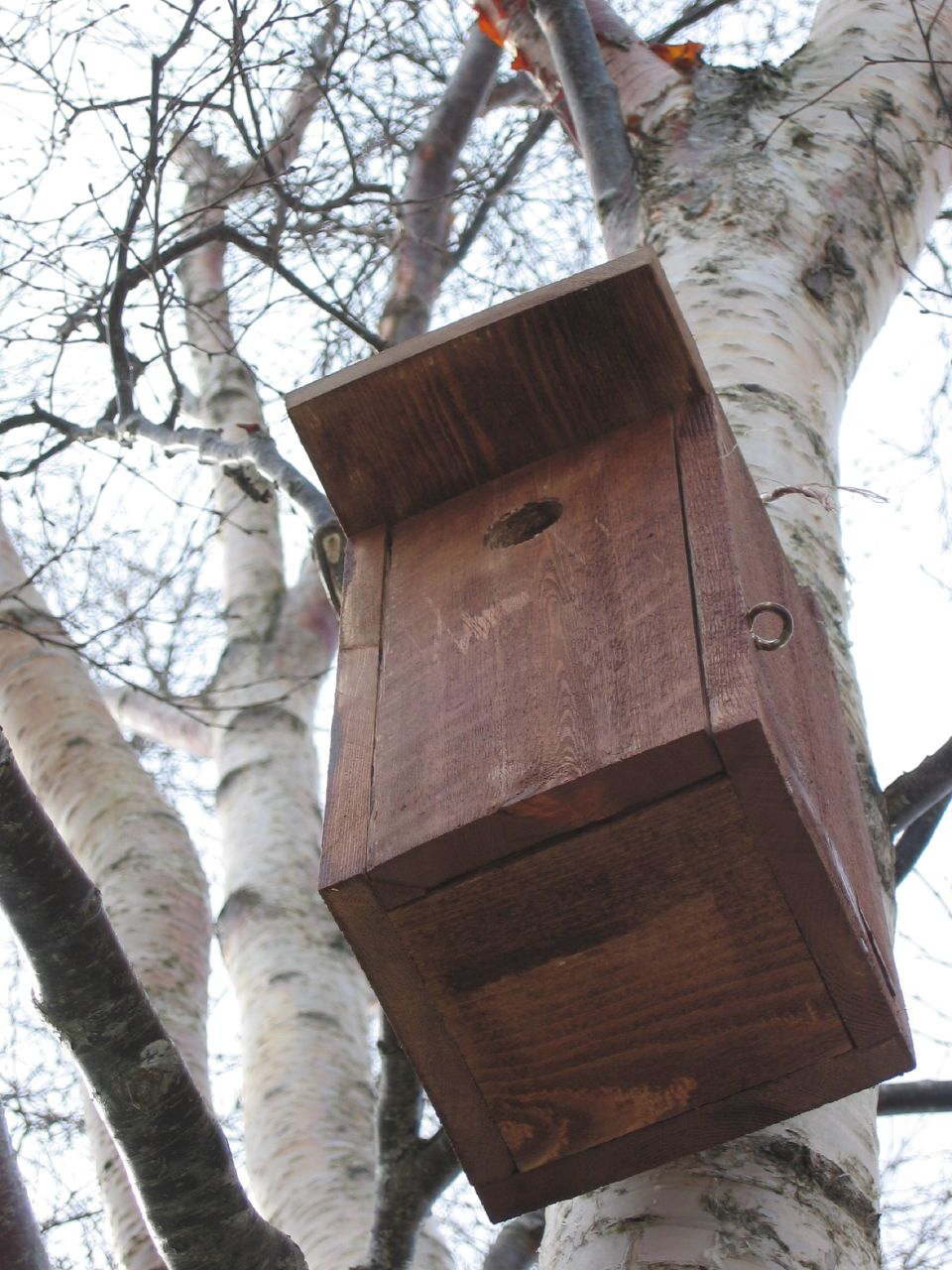
Caja de anidación.

En cuanto a los animales, el lema es simple: no necesitan ninguna introducción. En primer lugar, muchas especies están protegidas y está prohibido trasladar a los individuos (incluso en la fase de huevo). Entonces, es imposible estar absolutamente seguro de que el jardín convendrá a la especie, y la introducción, es probable que se salde con un fracaso. Por último, algunos animales pueden modificar el equilibrio ecológico y causar daños a la biodiversidad, por lo que es totalmente desaconsejable introducir peces y patos en un estanque de superficie reducida. Si el jardín es adecuado para algunas especies animales, llegarán por sí mismas y se instalarán allí de forma sostenible -en caso de que los perros y gatos los dejen tranquilos.
Para atraer a un máximo de vida silvestre, son posibles todo tipo de arreglos: zonas de flores ricas en néctar, girasoles y otras plantas, grandes proveedores de semillas apreciadas por las aves, instalar una mesa de alimentación (sólo en invierno, porque el tipo de alimento que ofrecen por lo general no es adecuado para la alimentación de los jóvenes), las cajas de anidación para diversas especies de aves, materiales de construcción de nidos (barro, musgo, restos de lana, etc.), refugios para erizos, insectos y murciélagos, entre otros. El jardinero también puede multiplicar en el medio ambiente todo tipo de micro-ambientes adaptados a la diversidad de la vida silvestre: montones de madera, hojas, piedras, bloques de tallos huecos, laderas secas y húmedas, huecos, tocones o troncos de árboles muertos que puedan ser colonizados por los hongos, etc. Cuando el jardín está rodeado por paredes, podrán ser cubiertas con plantas trepadoras. Una buena cantidad de compos es el hogar de multitud de pequeños animales y sirve como despensa para los insectívoros del jardín. 

## Mantenimiento
El concepto de jardín silvestre puede parecer una contradicción, un jardín (diseñado, cultivado, controlado) es lo contrario de un espacio salvaje, donde el hombre no interviene. Sin embargo, si se desea mantener una diversidad de ambientes, es necesario, al igual que se hace en algunas zonas naturales, realizar un mínimo de gestión. En caso contrario, el jardín no podría contener, después de un cierto tiempo, más que un número limitado de especies dominantes. La dirección también ayuda a mantener un agradable espacio para el jardinero y su familia, mediante el mantenimiento de los caminos, de césped para los juegos de los niños, áreas de descanso, etc. El mantenimiento es todavía más necesario cuando la superficie del medio en cuestión es reducida y, por tanto, susceptible a la invasión por una u otra especie.
- La norma principal es no ensuciar el jardín con plaguicidas (insecticidas, fungicidas, etc.) Dado que el objetivo es fomentar la vida silvestre. Es preferible considerar el ataque de algo "nocivo" como un síntoma de un desequilibrio que debe corregirse (plantas de luz que reciben muy poca o insuficiente sobre el terreno, demasiado poca diversidad de plantas, suelo desnudo que permite a las esporas de los hongos alcanzar el follaje cuando llueve, etc.).
- En general, es preferible utilizar herramientas mecánicas, más silenciosos y más "suaves" que las herramientas eléctricas. Así, utilizando una hoz para cortar el césped se deja la posibilidad de sobrevivir a los insectos, que serían aplastados por un cortacésped.
- El propósito del cuidado no es mantener perfectamente limpio el jardín, con el fin de proporcionar una vivienda adecuada para los animales pequeños. Por lo tanto, es mejor no quitar los tallos muertos de las flores en la primavera, para que puedan servir como un refugio para los insectos durante otras estaciones.
- Una parte de las plantas leñosas se puede mantener mediante la poda corta, para leña, por ejemplo. Esto permite obtener plantas exuberantes. Algunos árboles pueden ser podados de manera que queden huecos en los que muchas especies de animales y plantas se asientan. Muchos árboles de igual porte no son convenientes y debe ser eliminados. Es interesante mantener los árboles muertos y árboles huecos, siempre que no constituyan un peligro, ya que pueden servir como refugio para los animales cavernícolas como pájaros, ardillas, murciélagos, etc.
- En un jardín pequeño, a menudo es necesario podar los setos cada año o cada dos años para limitar su altura y anchura. Se debe proceder fuera del período de nidificación de las aves.

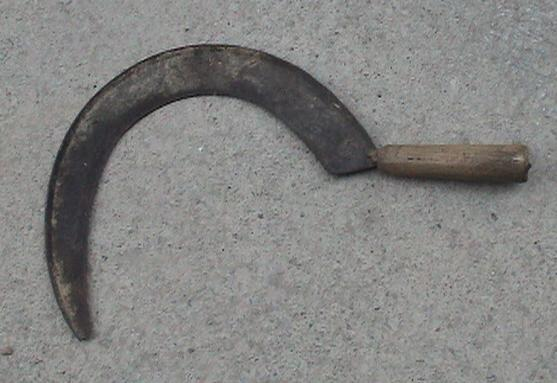
La hoz puede sustituir a otras máquinas o herramientas más ruidosas en el jardín de vida silvestre.

- El mantenimiento de un césped requiere realizar la siega dejando la hierba lo suficientemente alta (unos 8 cm). Esto fomenta el desarrollo de plantas bajos que florecerán si de vez en cuando nos saltamos algún corte. Para favorecer las plantas de las praderas de primavera, el césped será cortado regularmente sólo a partir de finales de junio. Para promover las praderas de plantas de verano, no se cortará hasta finales de septiembre. El césped, no obstante, se puede cortar en el mes de junio cuando se necesita un área abierta (para juegos, baños de sol, etc.).
- La hierba cortada debe ser eliminada (compost), pues los más floridos prados son a menudo los más pobres, en un entorno rico y muy favorable hay cardos, ortigas y gramíneas. La hierba debe dejarse secar durante unos días antes de ser retirada, hasta que los pequeños animales se refugien en el rastrojo y para que las semillas maduras caigan de los tallos.
- Las zonas reservadas para las plantas anuales deben ser trabajadas cada año, antes o durante el período de reposo de la vegetación, a fin de que estas plantas no entren en competencia con las plantas perennes y reaparezcan cada año.
- A menudo es necesario eliminar las algas que crecen en la zona inundadas, cuando el agua es demasiado rica y limitar ciertas plantas que pueden invadir el área de aguas abiertas. El material vegetal muerto debe ser eliminado para evitar la eutrofización.
- Si se desea, se puede dar a los lechos de flores y rocallas, cercanas a la casa y a la terraza, un aspecto más cuidado, asociando colores y promoviendo la participación de plantas olorosas. Es necesario eliminar las plantas indeseadas, incluso reubicándolas en otros lugares del jardín.
- El compost debe mantenerse húmedo y aireado, y una vez maduro, aplicarlo en la base de los jóvenes árboles frutales y en las camas de flores.

Las plantas nativas, en esencia, perfectamente adaptadas al clima y a los microorganismos en el medio ambiente (sus depredadores), requieren poca atención. El mantenimiento de un jardín salvaje no necesita fertilizantes en dosis altas, ni riegos copiosos, tratamientos con insecticidas y fungicidas: ya que los vegetales están adaptados al tipo de suelo y a la luz del sol de la zona del jardín donde se plantan, son naturalmente resistentes, y el jardinero puede dejarlas seguir su desarrollo. El barril o tanque de agua de lluvia y la pila de compost son suficientes para tratar a las plantas más exigentes que se desee cultivar. Si una planta muere a pesar del equilibrio del jardín, la actitud del "jardinero silvestre", es decir que no era realmente ese su lugar en vez de tratar de hacerla crecer a toda costa interviniendo continuamente.

## Beneficios

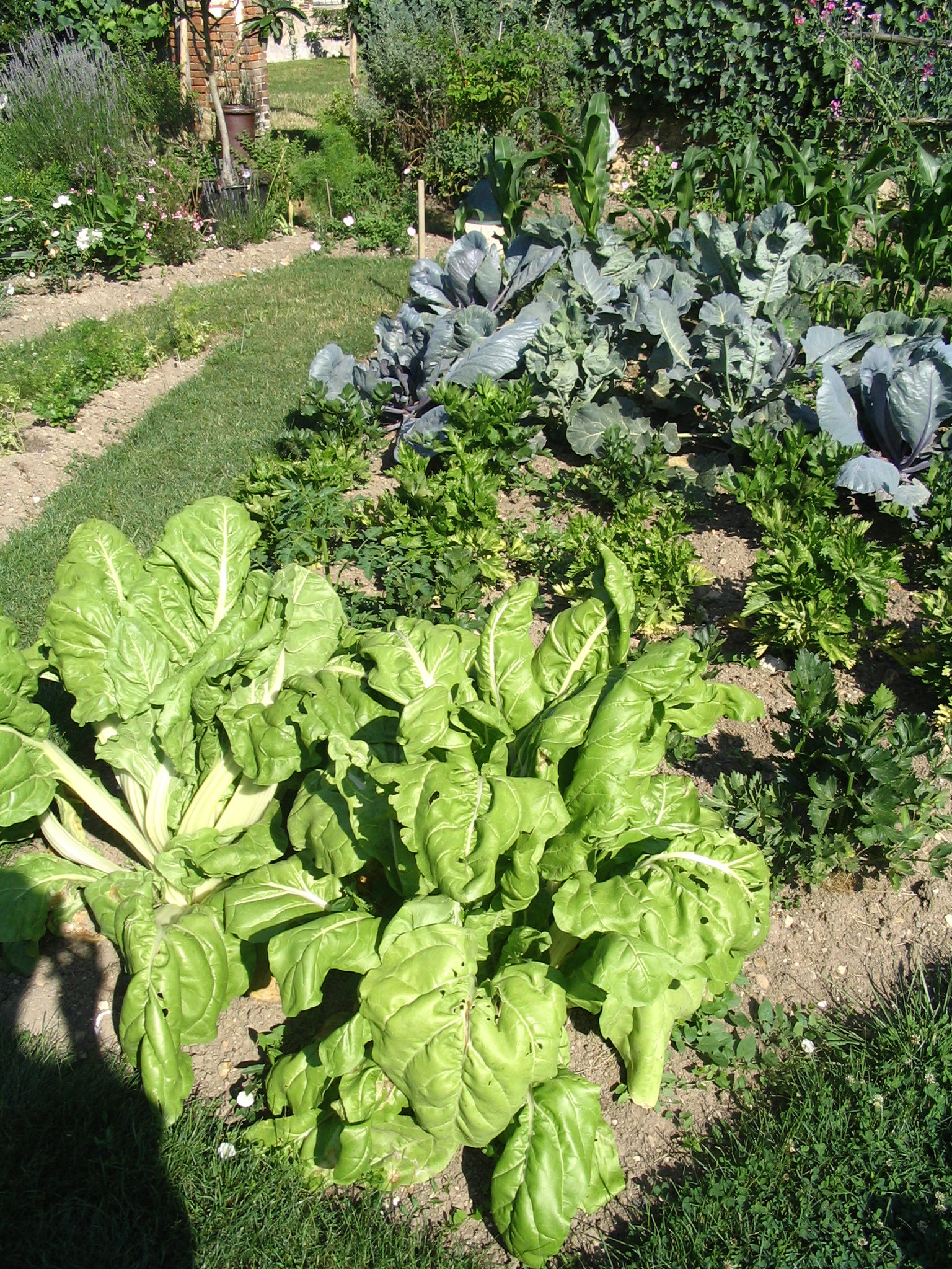
Pequeño huerto en un jardín.

Además de la conservación de la naturaleza y la biodiversidad, el jardín de vida silvestre tiene otros aspectos positivos.
Un jardín salvaje es a la vez un jardín ecológico y un jardín económico. El poco uso de plaguicidas, riegos y fertilizantes químicos hacen de él un jardín limpio y respetuoso de los recursos hídricos. El poco uso del cortacésped y del recorta setos contribuye a la tranquilidad del vecindario y al ahorro de energía. El precio de las especies es relativamente bajo, e incluso nulo si se favorecen las implantaciones espontáneas, la recolección de semillas, esquejes y los intercambios con otros jardineros.
Un jardín salvaje es también un lugar ideal para un huerto biológico. De hecho, el equilibrio ecológico del jardín (ausencia de enfermedades, depredadores variados) ayuda a los cultivos y hace superfluo el uso de plaguicidas. La presencia de muchos insectos polinizadores es también la garantía de abundantes cosechas de frutas y hortalizas.
En las zonas rurales, estos jardines se integran armoniosamente en el paisaje (sin cobertura de thujas que desfiguren el sotobosque, etc.).
Este concepto de jardinería es ideal para personas que no pasan mucho tiempo cuidando de su jardín (ver arriba), pero prefieren contemplar y observar la vida que en él se desarrolla.
Por último, el jardín salvaje proporciona un campo de descubrimiento para todos sus usuarios, independientemente de su edad. Permite familiarizarse con las plantas que han llegado a ser raras en los jardines y en la naturaleza, aunque estén presentes de forma natural en la región, y observar la vida silvestre. Este jardín atrae a las aves y a las mariposa; es, pues, un elemento que seducirá a muchos propietarios de jardines.